# 歓喜寺 (和歌山県有田川町)
歓喜寺（かんぎじ）は、和歌山県有田郡有田川町にある浄土宗の寺院。山号は聖聚来迎山。本尊は阿弥陀如来。「歓喜寺」は寺院所在地の地名にもなっている。宝物殿には伝明恵上人坐像や明恵所用と伝わる礼盤など国指定の重要文化財がある。宝物殿は一般公開されてないため、見学には事前予約が必要。

## 歴史
伝承によれば、寛和2年（986年）、『往生要集』の著者源信の開創というが、その後衰微した。
鎌倉時代に戒律を復興し華厳宗を再興した僧・明恵は、承安3年（1173年）、当地に生まれた。 建長元年（1249年）、 明恵の高弟である喜海が歓喜寺を再興したという（これを促したのが明恵の従兄弟・湯浅宗氏であったとされる）。当時は真言宗寺院であったが、近世に浄土宗に改宗した。

## 文化財
重要文化財
- 木造阿弥陀如来坐像
- 木造地蔵菩薩坐像

県指定文書書跡
- 歓喜寺文書

### 市指定文化財
- 歓喜寺の柏槙

## 周辺
- 道の駅明恵ふるさと館
- 明恵紀州遺跡